# Supermarine Scimitar
Le Supermarine Scimitar est un avion de chasse naval britannique exploité par la Fleet Air Arm de la Royal Navy. Le prototype de la version de production finale vola en janvier 1956 et les premiers appareils de production furent livrés en 1957. Il fut en service dans la Royal Navy de 1958 à 1969.

## Conception et développement
Le Scimitar découla d'un certain nombre d'études de Supermarine pour réaliser un avion naval à réaction, répondant d'abord à l'exigence d'un chasseur doté d'un train d'atterrissage réduit pour apponter sur un pont d'envol à revêtement souple (caoutchouc), qui devait lui procurer une structure plus légère et plus simple. Le projet de Supermarine pour répondre à cette exigence fut le Type 505, doté d'une aile mince et droite, d'un empennage en V (ou « queue papillon ») pour éloigner des surfaces de contrôle du souffle issu des tuyères, et propulsé par deux réacteurs Rolls-Royce Avon, montés côte-à-côte dans le fuselage. En 1948, l'Amirauté eut des doutes sur les chasseurs sans train d'atterrissage et Supermarine retravailla leur conception en incluant une roulette de nez, pour devenir le Type 508. Le Vickers Supermarine Type 508 fut le premier ancêtre du Scimitar et partagea la ligne du Type 505, c'est-à-dire celle d'un bimoteur à ailes droite et avec dérives en V.
Le contrôle d'assiette (altitude) s'obtenait en déplaçant l'ensemble de la queue, avec des gouvernes de profondeur supplémentaires pour travailler en tandem et pour remplacer la gouverne de direction sur une queue classique pour une action différentielle. Les ailerons étaient montés sur les ailes pour le contrôle latéral et la commande, et les volets de bord de fuite étaient également montés sur les ailes,. Une commande de trois exemplaires du Type 508 fut placée en novembre 1947, sous la Spécification N. 9/47.
Le premier Type 508 fit son premier vol depuis l'aérodrome de Boscombe Down le 31 août 1951, avec l'avion réalisant des essais sur porte-avions à bord du HMS Eagle en mai 1952. Le deuxième avion avait des différences significatives, emportant un canon, et était suffisamment différent dans le détail pour être redésigné Type 529, volant pour la première fois le 29 août 1952. Une modification inhabituelle consista en l'installation d'un plus grand cône de queue pour un projet de radar d'alerte de queue. La vitesse maximale des Type 508 et 529 à ailes droites était relativement modeste, le Type 529 atteignant 977 km/h, et il avait déjà été décidé lors du premier vol du Type 508, de redessiner le troisième prototype en le dotant d'ailes en flèche pour en améliorer les performances. Le Type 525 qui en résulta eut également une queue classique ainsi que les volets soufflés pour réduire la vitesse d'appontage de l'avion et fit son premier vol le 27 avril 1954. Il s'écrasa plus tard, mais la conception de base avait déjà fait la preuve d'une solidité suffisante pour poursuivre vers un aéronef d'apparence assez semblable, le Type 544, répondant à la norme N. 113. Un total de 100 exemplaires fut commandé, bien que la Royal Navy ait changé la spécification vers un avion d'attaque à basse altitude avec une capacité nucléaire plutôt qu'un chasseur.
Le premier des Type 544 servant de prototypes pour la production en série vola le 19 janvier 1956. L'avion évolua plus en profondeur avec le troisième Type 544, intégrant différentes modifications aérodynamiques et un renforcement de la cellule pour le nouveau rôle d'assaut à basse altitude — pour citer Flight International : « Pour permettre de manœuvrer sans limite dans la mince couche d'air à basse altitude, tout en transportant de lourdes charges d'armes de frappe, la structure est extrêmement robuste. » Diverses modifications aérodynamiques pour essayer de contrer les effets à cabrer à grande vitesse et altitude inclurent des bouts d'ailes évasés et des protections. L'empennage fut également modifié, passant de dièdre à xénomorphe. Les modifications combinées aboutirent au Type 544 final, considéré comme la « norme de production ». La premier Scimitar de production vola le 11 janvier 1957.

## Historique opérationnel

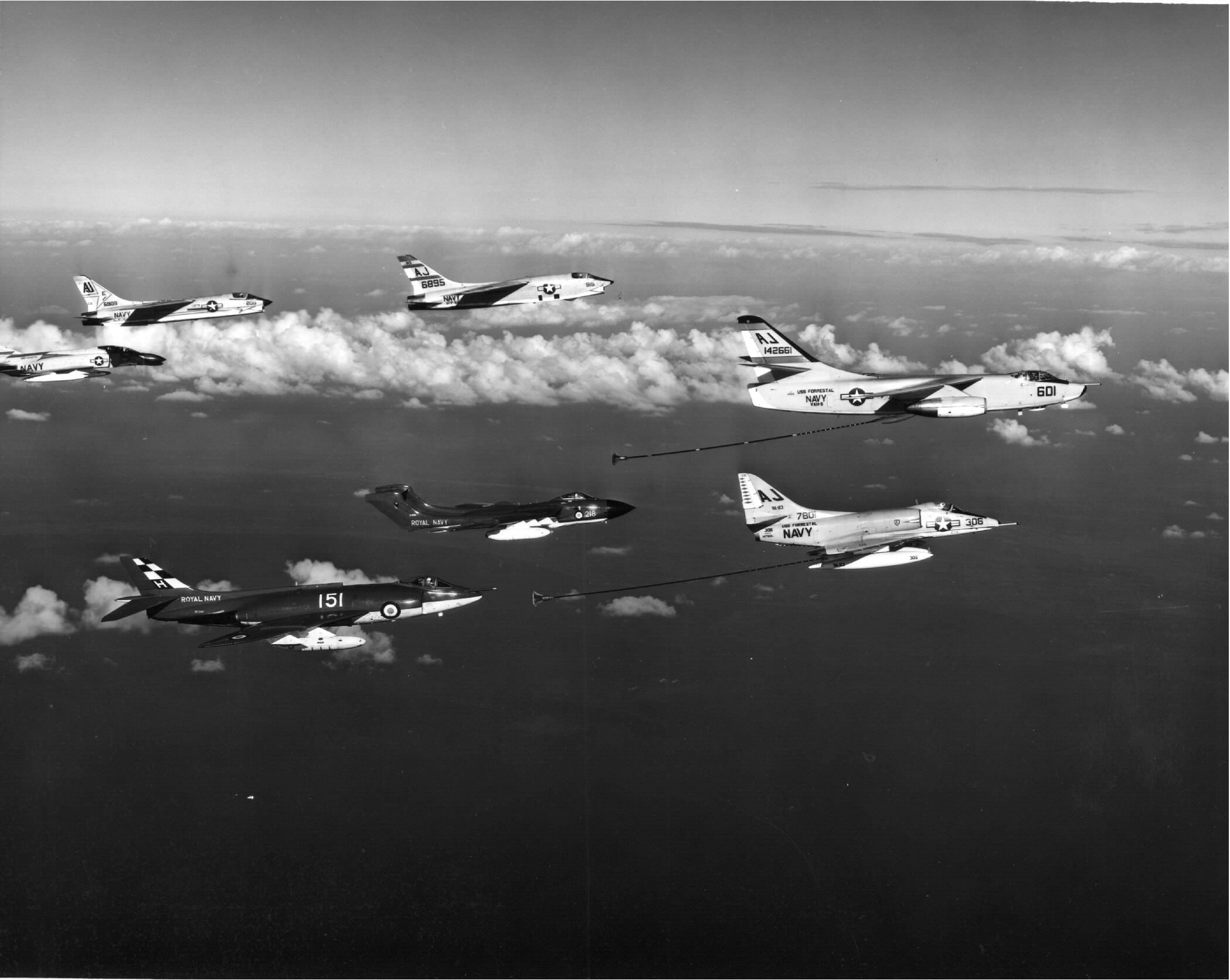
Un Scimitar du 803 NAS du en compagnie d'appareils de l' et d'un chasseur Sea Vixen au-dessus de la mer Méditerranée.

Au moment de son arrivée en service, la plupart des porte-avions de la Royal Navy étaient assez petits et le Scimitar était un appareil grand et puissant. Les accidents à l'appontage étaient courants et l'introduction de ce modèle fut marquée par l'accident mortel du commander John Russell, commandant le 803 Naval Air Squadron, le premier escadron à avoir utilisé le Scimitar. En 1958, après un appontage parfait sur le HMS Victorious, nouvellement remis en service, à la vue de la presse, l'un des brins d'arrêt se rompit, et le Scimitar de Russell (serial XD240) tomba à la mer. Ne disposant pas de moyens d'éjection à travers la verrière et malgré les meilleurs efforts de l'équipage de l'hélicoptère de sauvetage Whirlwind, le Scimitar coula au fond et le Cdr Russell se noya. L'accident fut diffusé plus tard par Pathé News. Dans l'ensemble, le Scimitar souffrit d'un taux élevé de pertes ; 39 exemplaires furent perdus dans nombre d'accidents, soit 51 % du nombre total de Scimitar produits.
Cet avion fut le pionnier du débit proportionné de carburant et des réservoirs principaux intégrés aux plans, ainsi que des surfaces de vol « soufflées » (soufflage de la couche limite), afin de réduire les vitesses d'appontage. À un moment, il détenait le record (peu enviable) de 1 000 heures de maintenance par heure de vol[citation nécessaire]. Bien que le Scimitar eût pu servir comme chasseur, le rôle d'intercepteur fut tenu par le de Havilland Sea Vixen. Dans le rôle d'avion d'assaut, il fut remplacé par le Blackburn Buccaneer. Le Scimitar a été retenu à l'origine comme un ravitailleur en vol pour permettre au Buccaneer S.1, sous-motorisé, d'être lancé à partir de porte-avions avec un armement complet. Pour gagner du poids, les Buccaneer étaient catapultés avec un minimum de carburant puis effectuaient un complément en vol à partir d'un Scimitar. À la fin de leur carrière opérationnelle, des exemplaires du Scimitar furent affectés entre 1965 et 1970 à la Fleet Requirements Unit (en) basée à l'aéroport de Bournemouth. Celle-ci était gérée par l'Airwork Services (en) et fournissait des concours concrets de vol au profit des unités d'entraînement navales basées à terre et à la mer[citation nécessaire].

## Variantes

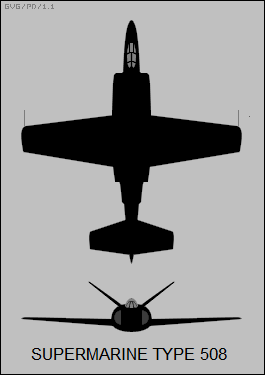
Avion de recherche Supermarine Type 508.

### Prédécesseurs
- Type 508 : Avion de recherche à ailes droites.
- Type 529 : Avion de recherche à ailes droites.
- Type 525 : Avion de recherche à ailes en flèche.

### Prototype
- Type 544 : Prototype pour le Scimitar F. 1 ; trois exemplaires construits par Vickers-Armstrong, Département expérimental au Hursley Park (Hursley House).

### Modèle de Production
- Scimitar F. 1 : Avions de chasse multi-rôle monoplace ; 76 exemplaires construits par Vickers-Armstrong à South Marston. Commande initiale de 100 appareils en 1952, réduite par la suite à 76.

## Utilisateurs
Royaume-Uni
- Royal Navy Fleet Air Arm
  - 700X Naval Air Squadron[13]
  - 736 Naval Air Squadron[14]
  - 800 Naval Air Squadron (en)[15] (NAS) 800
  - 803 Naval Air Squadron (en)[16] (NAS) 803
  - 804 Naval Air Squadron (en)[17] (NAS) 804
  - 807 Naval Air Squadron (en)[18] (NAS) 807
  - Fleet Requirements Unit (en) (Airwork Services (en))

## Les survivants
- Scimitar F1 XD220 à l'Intrepid Sea-Air-Space Museum, New York, États-Unis (sur prêt du Fleet Air Arm Museum (en))[19].

- Scimitar F1 XD317 au Fleet Air Arm Museum (en), Yeovil, Angleterre.

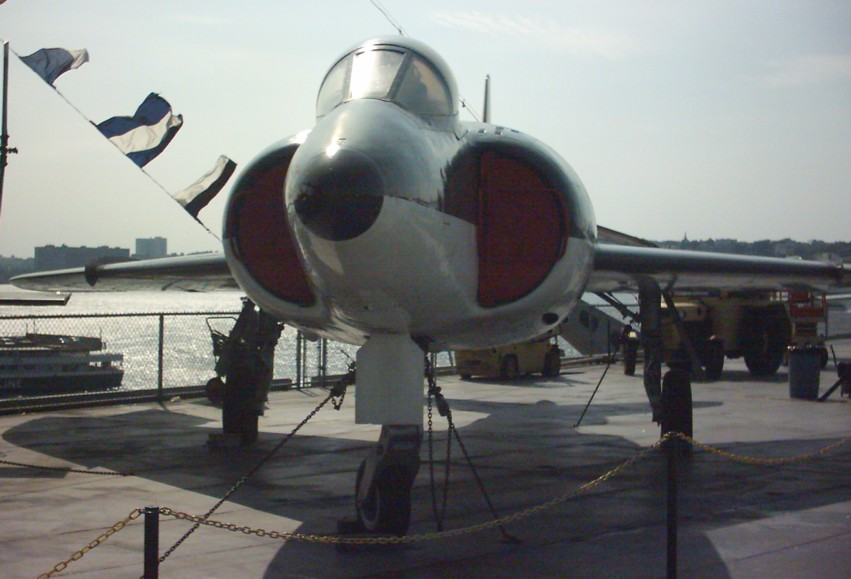
Le Scimitar XD220 à l'Intrepid Sea-Air-Space Museum.

- Scimitar F1 XD332 au Solent Sky, Southampton, Angleterre.